# Districtul Pilisvörösvár
Pilisvörösvár (în maghiară Pilisvörösvári járás) este un district în județul Pest, Ungaria.
Districtul are o suprafață de 130,81 km2 și o populație de 52.466 locuitori (2013).